# Кожанов, Николай Павлович
Николай Павлович Кожанов (25 декабря 1909, Заломаево, Нижегородская губерния — 25 августа 1956, Правдинск (Балахна), Горьковская область) — лейтенант Рабоче-крестьянской Красной Армии, участник советско-финской и Великой Отечественной войны, Герой Советского Союза (1940).

## Биография
Родился 25 декабря 1909 года в деревне Заломаево (ныне — Городецкий район Нижегородской области). После окончания трёх классов школы работал формовщиком на Балахнинском бумажном комбинате. В 1940 году Кожанов был призван на службу в Рабоче-крестьянскую Красную Армию. Участвовал в боях советско-финской войны, будучи командиром орудия 271-го мотострелкового полка 17-й мотострелковой дивизии Северо-Западного фронта.
В период с 8 февраля по 13 марта 1940 участвовал в боях за овладение важными опорным пунктами финских войск и поддерживал огнём своего орудия атаки стрелковых частей, подавлял доты и огневые точки.
Указом Президиума Верховного Совета СССР от 7 апреля 1940 года за «образцовое выполнение боевых заданий командования на фронте борьбы с финской белогвардейщиной и проявленные при этом отвагу и геройство» младший командир Николай Кожанов был удостоен звания Героя Советского Союза с вручением ордена Ленина и медали «Золотая Звезда» за номером 403.
Участвовал в боях Великой Отечественной войны. В 1945 году в звании лейтенанта Кожанов был уволен в запас. Проживал в посёлке Правдинск (ныне — в черте города Балахна Нижегородской области), работал на Балахнинском целлюлозном комбинате.
Скоропостижно скончался 25 августа 1956 года, похоронен на Кубенцовском кладбище Правдинска.
Был также награждён рядом медалей.
В честь Кожанова названа улица в городе Городец.